# RK Buzet
Maillots
Le RK Buzet est un club de handball, situé à Buzet en Croatie, évoluant en Premijer Liga.

## Historique
- 1955: Fondation du RK Buzet
- 2010: Le club est sixième de la Premijer Liga.
- 2011: Le club est douzième de la Premijer Liga.
- 2012: Le club est septième de la Premijer Liga.
- 2013: Le club est septième de la Premijer Liga.
- 2014: Le club est douzième de la Premijer Liga.